# Henrik Plenge Jacobsen
Henrik Plenge Jakobsen (født 22. oktober 1967) er en dansk billedkunstner. Han har udstillet i ind- og udland, bl.a. på Arken og Palais de Tokyo, Paris. Han samarbejdede med Jes Brinch om projektet Burn Out, der vakte stor debat, da de i 1994 installerede en bilkirkegård på Kongens Nytorv.

## Ekstern henvisning
- Henrik Plenge Jacobsen på Kunstindeks Danmark/Weilbachs Kunstnerleksikon